# Bauto
Flavio Bauto (muerto hacia 385) fue un militar franco romanizado que sirvió al Imperio de Occidente como magister militum y cónsul.

## Carrera política
Cuando el usurpador Magno Máximo invadió Italia en un intento de reemplazar a Valentiniano II, Bauto dirigió las fuerzas del emperador de Oriente, Teodosio I, y rechazó al rebelde. Fue cónsul en 385 con Arcadio. Murió poco después, probablemente por causas naturales. Fue sucedido por Arbogasto. Su hija, Elia Eudoxia, se casó en 395 con Arcadio, ya emperador, y llegó a ser una de las emperatrices más poderosas de la antigüedad tardía. La identidad de su padre la menciona Filostorgio. La Historia del Imperio romano tardío desde la muerte de Teodosio I hasta la muerte de Justiniano (1923) por John B. Bury y el estudio histórico Theodosian Empresses. Women and Imperial Dominion in Late Antiquity (1982) de Kenneth Holum consideran que su madre era romana y Eudoxia entonces una «semibarbara», medio bárbara. Sin embargo, las fuentes primarias callan sobre su linaje materno.
La crónica fragmentaria de Juan de Antioquía, un monje del siglo VII a quien se trata de identificar como Juan de la Sedre, patriarca ortodoxo sirio de Antioquía entre 641 y 648 considera a Bauto como el padre también de Arbogasto. El parentesco no es aceptado por los historiadores modernos.
Bauto se opuso a San Ambrosio cuando este propuso retirar el altar pagano de la Victoria del Senado de Roma. Perdió el caso y el Altar de la Victoria fue retirado. Después de su muerte, Arbogasto lideró un breve resurgimiento pagano.